# 布爾諾美麗翼龍屬
布爾諾美麗翼龍屬（學名：Bellubrunnus）是翼龍目喙嘴翼龍科的一屬，生存於侏羅紀晚期的德國。目前只有唯一種，模式種羅氏布爾諾美麗翼龍（B. rothgaengeri）。不同於其他喙嘴翼龍科，布爾諾美麗翼龍的尾巴缺少長骨突、嘴部的牙齒較少。布爾諾美麗翼龍的雙翼末端向前彎曲，而大部分翼龍類的雙翼末端向後彎曲。

## 發現與命名

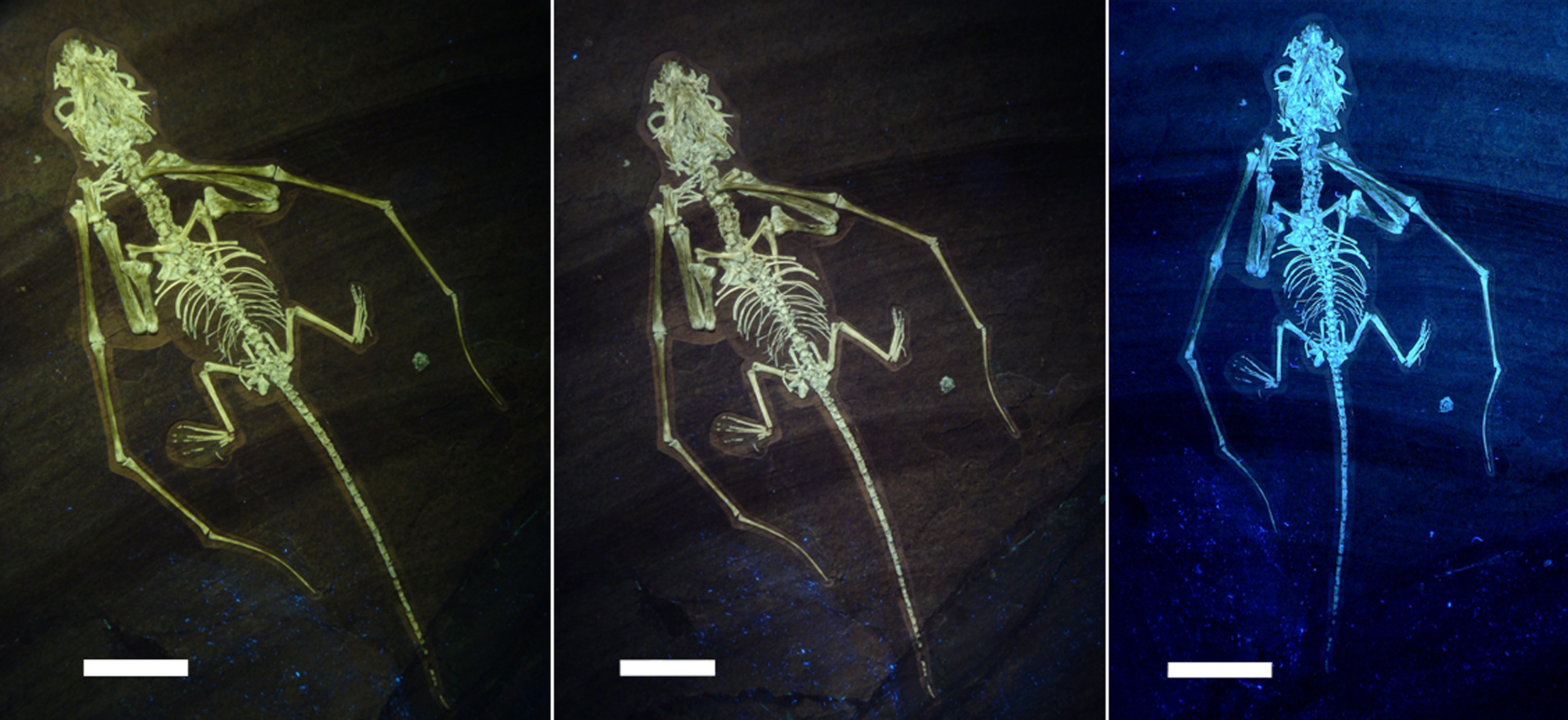
經過紫外線照射的正模標本，沒有發現軟組織

在2002年夏季，古生物學家Monika Rothgaenger率領的挖掘團隊，在德國巴伐利亞州布爾諾村附近的一個採石場，發現一個翼龍類的化石。這個翼龍類化石位於一塊石灰岩石板上，化石相當完整、關節仍連結，而腹側朝上。這個石塊被移交到慕尼黑巴伐利亞古生物和地質史博物館，進行化石處理、清理母岩，並標名為編號BSP–1993–XVIII–2標本。在2003年，處理化石的馬丁·卡皮茨克（Martin Kapitzke）提出這是個喙嘴翼龍的標本。這個標本經過紫外線照射檢驗，沒有發現軟組織的痕跡，但顯示出更詳細的骨頭特徵。
這個標本的挖掘地點，位於著名的索倫霍芬石灰岩（Solnhofen Limestone）地層的下方。這個挖掘地點的地植年代約1億5100萬年前，相當於侏羅紀晚期的啟莫里階晚期。
在2012年，埃伯哈德·弗雷伊（Eberhard Frey）等人將這個化石進行敘述、命名，模式種是羅氏布爾諾美麗翼龍（Bellubrunnus rothgaengeri）。屬名在拉丁文意為「布爾諾的美麗者」，以化石發現處的布爾諾村為名，並意指化石的保存狀態非常良好；種名則是以發現化石的Monika Rothgaenger為名。
布爾諾美麗翼龍被歸類於喙嘴翼龍科的喙嘴翼龍亞科。

## 體徵

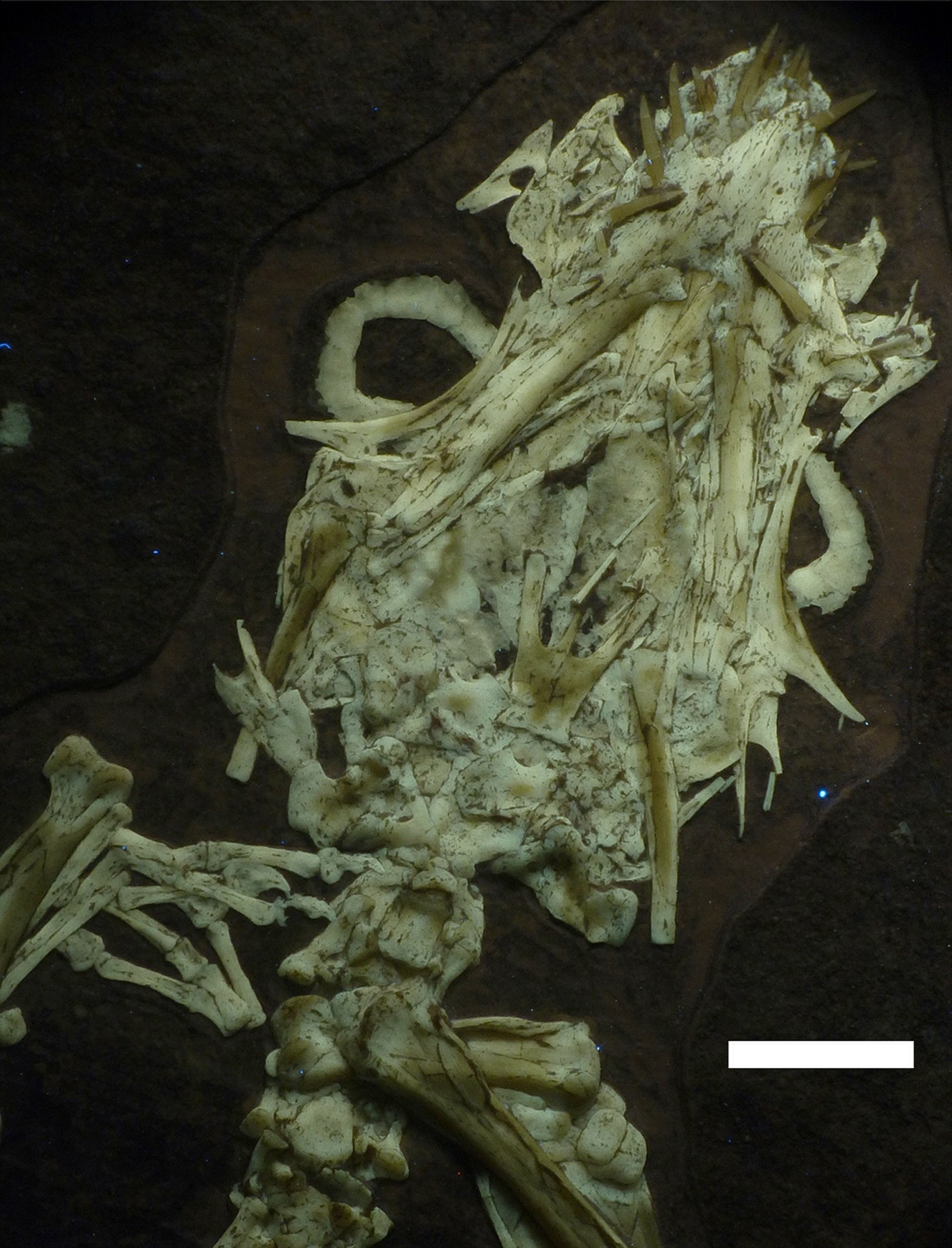
標本頭部的特寫

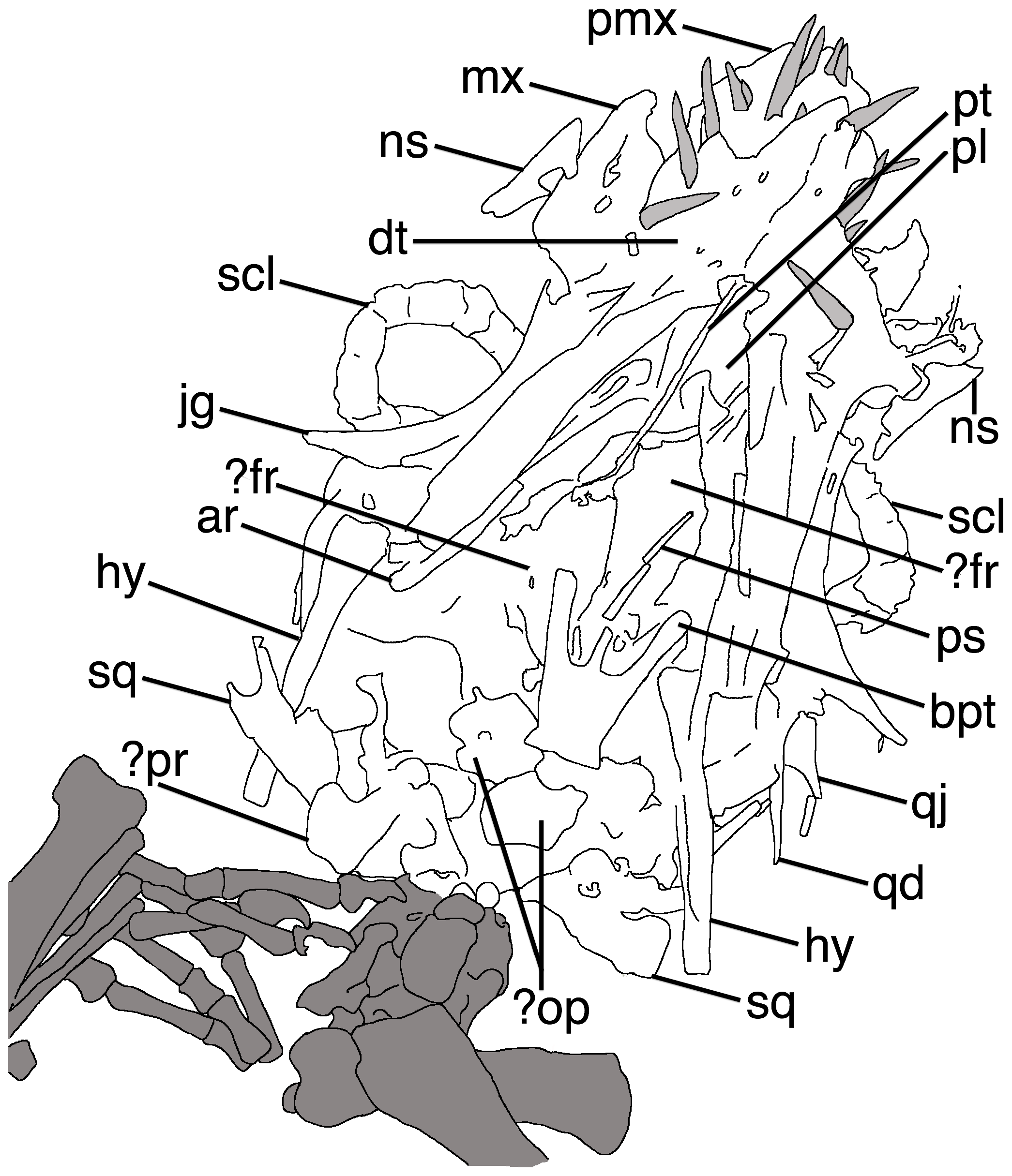
標本頭部的細部輪廓圖

布爾諾美麗翼龍的正模標本是個非常小型的個體，翼展略小於一呎，是目前已知最小型的翼龍類之一。正模標本的保存狀況良好，但沒有發現軟組織的殘留遺跡或印痕。這個標本幾乎保存生前的每一塊骨頭，除了部分右腳掌、尾巴末端。因為化石是以腹側朝上的姿態，下頜壓在頭顱骨的上方，因此遮蔽了許多頭顱骨細部特徵。此外，頭顱骨遭到擠壓而破碎、變形，上頜骨、鼻骨、鞏膜環因為外力而移位。在下頜、齶骨、腦殼之間的空隙，可以觀察到部分頭顱骨特徵。頜部已發現21顆小型牙齒，散佈於頜部骨頭，因此難以分辨哪些牙齒來自於上頜、下頜。根據研究人員的估計，大部分牙齒都已保存下來，其生前牙齒數量可能是22顆；如果其中最小一顆牙齒是替換用牙齒，那其生前牙齒數量應為20顆。這些牙齒長而筆直、末端尖、橫剖面呈圓形。雖然這個標本被擠壓呈平坦狀，研究人員認為頭顱骨後段的原本形狀高，而口鼻部短。與頭顱骨相比，牠們的眼睛相當大，眼睛長度是頭顱骨長度的三分之一。這個標本的頭顱骨短、眼睛大、頭顱骨沒有完全癒合、四肢骨頭的骨化程度低，顯示這個翼龍類標本是個未成年個體。研究人員根據肩帶的肩胛骨與鳥喙骨依然分離、沒有癒合，推測這個體死亡時小於一歲。

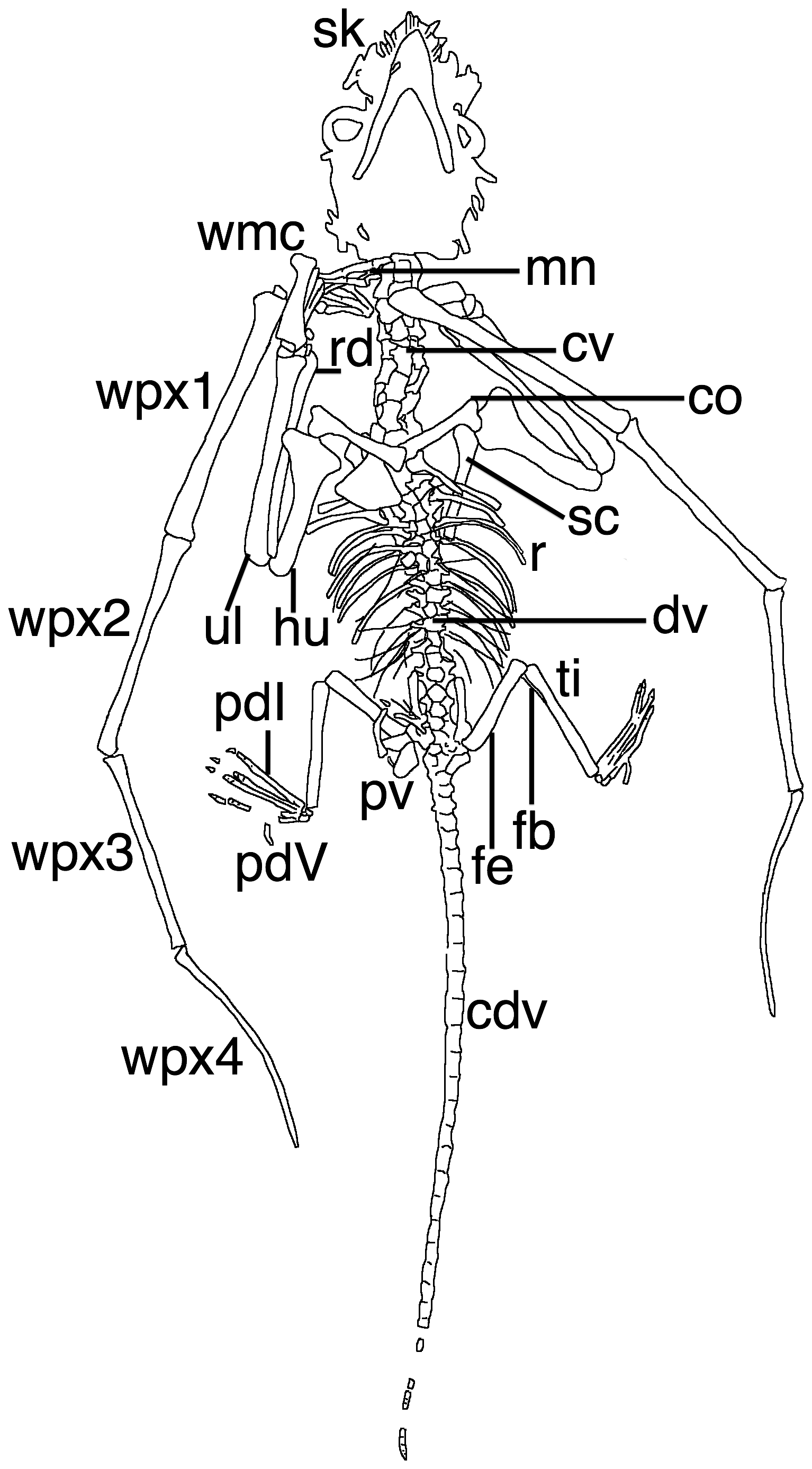
正模標本的輪廓圖，顯示雙翼末端骨頭彎曲

研究人員將布爾諾美麗翼龍較少、僅具有22顆或20顆牙齒，列為牠們的自衍徵。布爾諾美麗翼龍的四肢還有許多獨特特徵。肱骨的三角嵴（Deltopectoral crest）大、呈斧狀，這是喙嘴翼龍科的典型特徵之一。肱骨相當長，肱骨與股骨的長度比例約為1.4，明顯不同於喙嘴翼龍科，這點也被列為布爾諾美麗翼龍的自衍徵。肱骨的末端筆直，而大部分翼龍類的肱骨末端形狀扭曲，這點也是布爾諾美麗翼龍的自衍徵。股骨頭與股骨幹之間缺乏過渡的股骨頸，這是第四個自衍徵。布爾諾美麗翼龍與喙嘴翼龍的四肢比例非常類似；喙嘴翼龍也屬於喙嘴翼龍科，化石也發現於德國。
布爾諾美麗翼龍的另一個特徵，是尾椎的人字形骨、脊椎關節突（Zygapophyses）較短，顯示牠們的尾巴有高度可活動性。其他的喙嘴翼龍科，例如矛頜翼龍，其尾椎具有長骨突，每節尾椎的脊椎關節突長度相當於後續數節尾椎，這妨礙了尾巴的活動性。

### 雙翼
大部分翼龍類的雙翼末端向後彎曲，而布爾諾美麗翼龍的雙翼末端向前微彎，因為牠們的第四指末端指骨呈彎曲狀。研究人員認為，雙翼末端並沒有受到外力而變形，在生前就是向前彎曲。研究人員根據右翼第四指的第三展骨、左翼大部分指骨的關節表面連接狀況，而認為牠們的雙翼末端本來就是向前彎曲。布爾諾美麗翼龍的雙翼末端向前微彎，也被列為自衍徵之一。某些翼龍類化石的第四指末端指骨也是呈彎曲狀，但都是向後彎曲，過去被認為是因外力而變形、或是個體生長時的變異。研究人員目前還不清楚雙翼彎曲末端的實際功能，有可能是在飛行時做出細部控制動作。研究人員推測，雙翼彎曲末端在生前可能覆蓋者相對應的軟組織。

## 古生態學

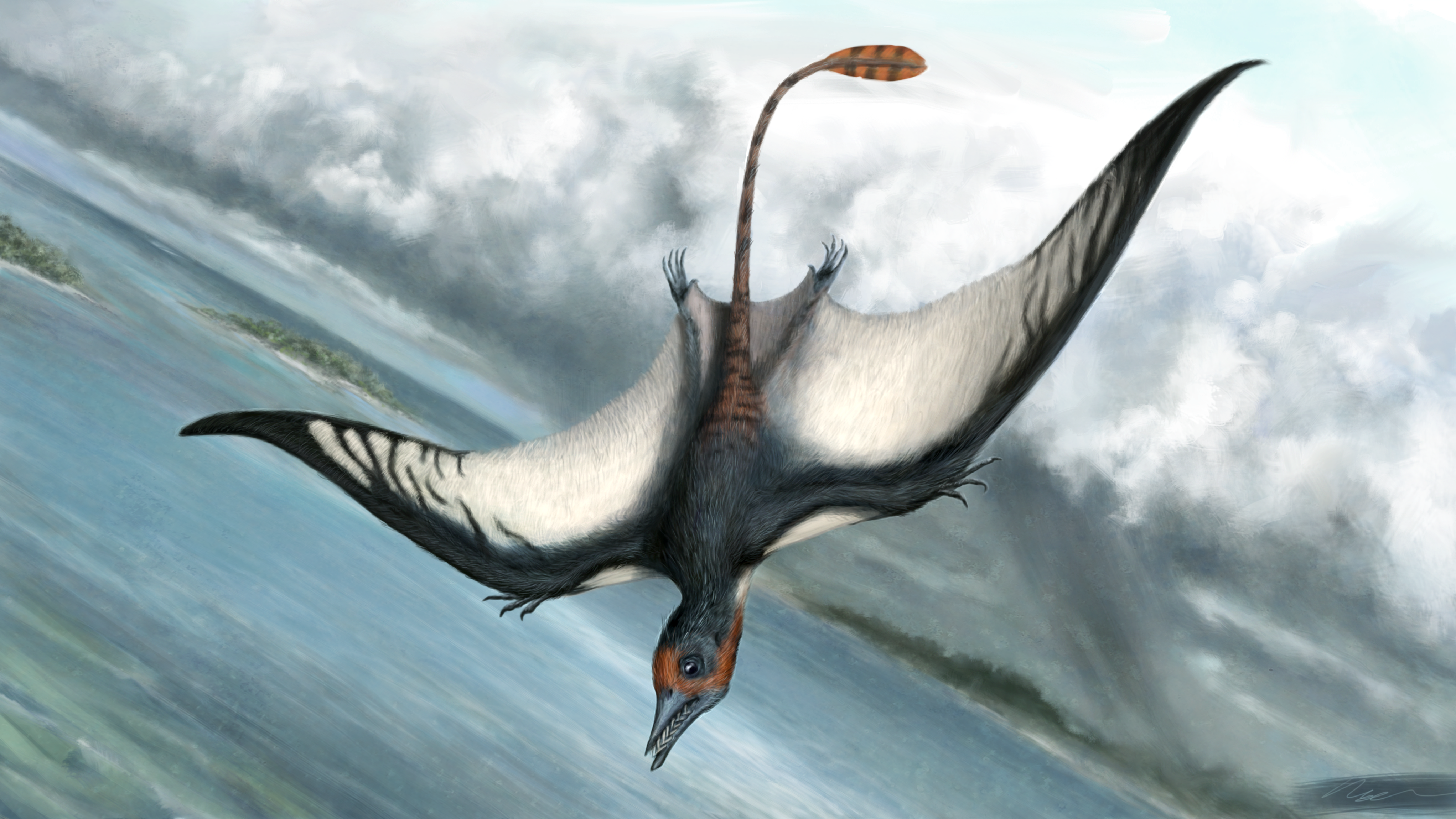
布爾諾美麗翼龍的想像圖，生存於潟湖與沙洲環境

布爾諾美麗翼龍的化石發現地點，位於著名的索倫霍芬石灰岩地層的下方，地質年代略為古早。這個石灰岩地層形成自島嶼環境的沙洲與潟湖，類似索倫霍芬石灰岩地層，也發現水岸環境的陸棲植物與陸棲動物化石。但與索倫霍芬石灰岩相比，這個地層較少發現爬行動物的化石。以翼龍類為例，索倫霍芬石灰岩地層已發現許多喙嘴翼龍的化石，而這個地層目前只發現一個布爾諾美麗翼龍的標本。布爾諾美麗翼龍、喙嘴翼龍可能佔據類似的生態位，都是以魚類為食。生存年代較早的布爾諾美麗翼龍，有可能是喙嘴翼龍的直系祖先，或是與其直系組先是近親，需要發現更多化石，才能瞭解兩者是否為漸變種關係。